# Académie navale d'Annapolis
Pour les articles homonymes, voir Académie navale et Annapolis (homonymie).
L'Académie navale d'Annapolis (en anglais United States Naval Academy, USNA) est la principale école navale des États-Unis. Elle est située sur l'embouchure du Severn dans le comté d'Anne Arundel de l'État du Maryland.
Elle fut fondée le 10 octobre 1845 par le secrétaire à la Marine des États-Unis, George Bancroft et le professeur de chaire de mathématiques William Chauvenet. L'école occupait alors un simple fort en bois, nommé Fort-Severn et s'appelait simplement « École navale » (Naval School). La première promotion comportait 50 marins. En 1850, l'école devint l'Académie navale, et son cursus passa à quatre ans. Son développement fut continu au fil des années. De nos jours, chaque promotion compte environ 4 000 élèves officiers.
L'école s'ouvrit aux femmes en 1976. À l'heure actuelle, celles-ci représentent environ 15 % de chaque promotion.
Dans le domaine sportif, les Midshipmen de la Navy défendent les couleurs de l'Académie.

## Campus
Le campus de l'académie se trouve dans la ville d'Annapolis, dans le Maryland, sur les rives de la Severn et de la baie de Chesapeake. Depuis le milieu du XIXe siècle, il s'est étendu pour atteindre une superficie de 1,37 km² aujourd'hui. Ses principaux bâtiments sont :

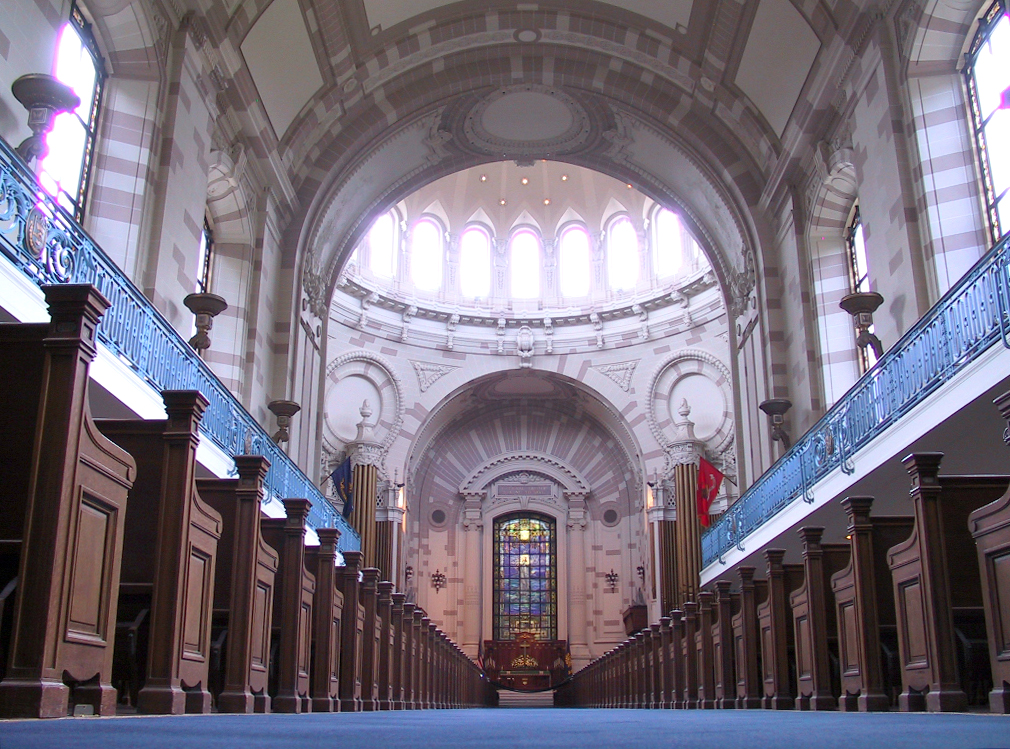
La chapelle de l'école navale.

- La bibliothèque Nimitz[1], qui abrite, en plus de la bibliothèque proprement dite, les départements de langue, économie et sciences politiques.
- Le Rickover[2] Hall regroupe les départements d'ingénierie mécanique, navale, aéronautique et aérospatiale.
- Le Preble Hall abrite le musée de l'Académie navale des États-Unis. Il a été nommé pour Edward Preble.
- Le Maury Hall
- Le Michelson Hall pour les sciences de l'informatique et de chimie.
- Le Chauvenet Hall' pour les mathématiques, la physique et l'océanographie.
- Le Sampson Hall pour l'anglais et l'histoire.
- Le Luce Hall
- Le Mahan Hall abrite l'ancienne bibliothèque aujourd'hui reconvertie en salle de réunion.
- La chapelle et la crypte de John Paul Jones.
- L'Alumni Hall qui accueille les manifestations sportives.
- Le Bancroft Hall est la plus grande résidence pour élèves de la marine du monde.
- Le Dahlgren Hall contient une patinoire et des restaurants.
- Le Lejeune Hall, construit en 1982, abrite une piscine olympique.
- Le MacDonough Hall abrite différentes installations sportives (gymnase, piscines, rings de boxe)
- The Officers' Club et the Faculty Club
- Quartiers des officiers.

## Anciens élèves célèbres

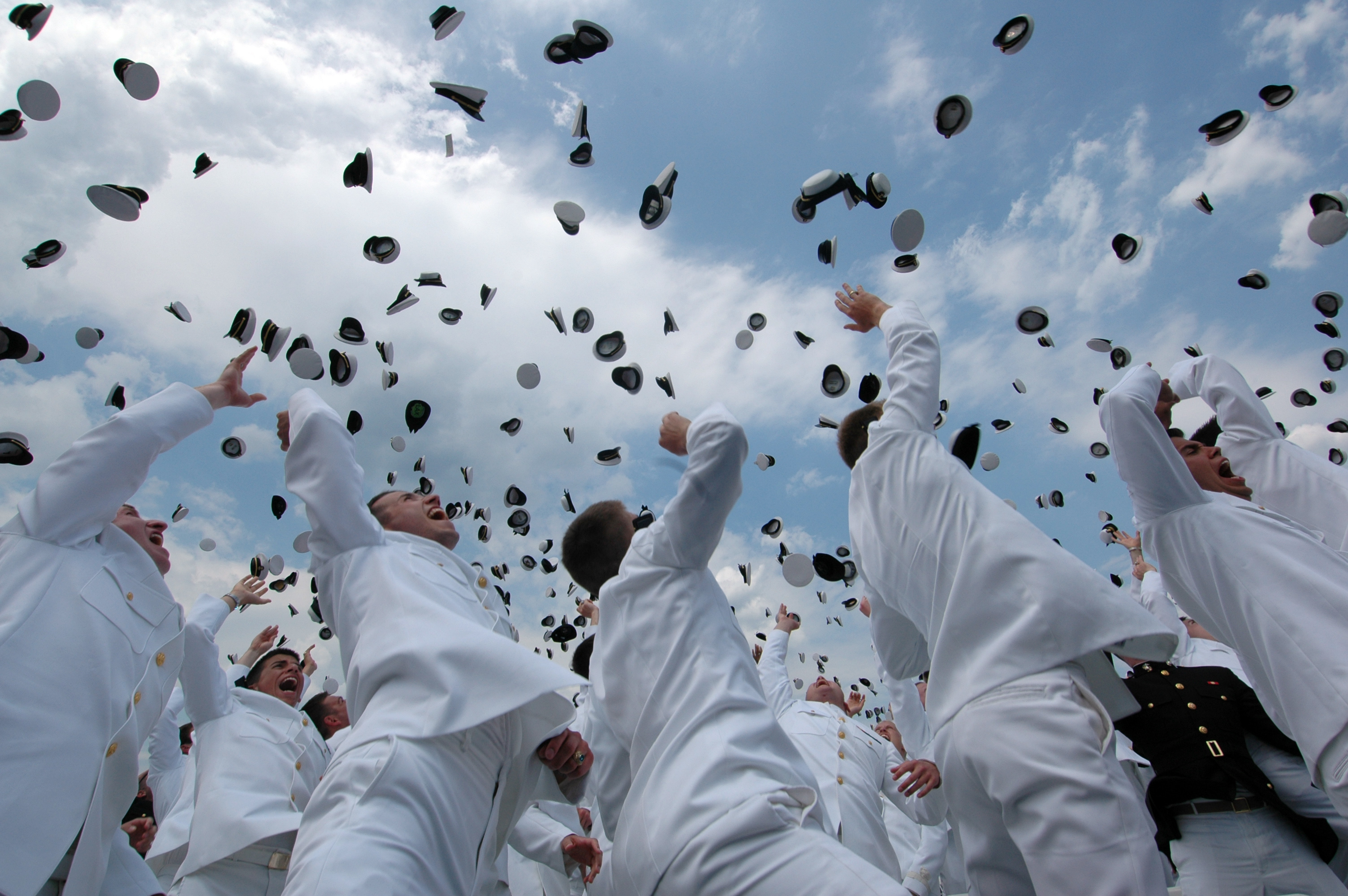
La remise des diplômes à l'Académie navale.

La promotion est indiquée entre parenthèses.
- Hugh Rodman (1880)
- Wilford Hoggatt (1884)
- William Leahy (1897)
- Chester Nimitz (1905)
- Jonas H. Ingram (1907)
- Robert A. Heinlein (1929)
- Walter Schirra (1942)
- Alan Shepard (1945)
- Jimmy Carter (1947)
- Ross Perot (1949)
- James Lovell (1952)
- Charles Duke (1957)
- John McCain (1958)
- Roger Staubach (1965)
- Charles Bolden (1968)
- Katie Higgins Cook(1986)
- David Robinson (1987)
- Amy Bauernschmidt (1994)
- Amy McGrath (1997)